# Anna Cramling
Anna Yolanda Bellón Cramling, född 30 april 2002 i Málaga, Spanien, är en svensk-spansk  schackspelare, Twitch-streamer och YouTuber som innehar titeln Woman FIDE Master (WFM) sedan 2018. Hon har en högsta FIDE-poäng (Elo) på 2175. Hon representerade Sverige vid schackolympiaden 2016 i Baku och 2022 i Chennai.
Hennes föräldrar, Pia Cramling och Juan Manuel Bellón López, är båda schackspelare och båda innehar titeln stormästare. Cramling lärde sig spela schack när hon var tre år gammal och följde med föräldrarna på schacktävlingar under sin uppväxt. Hennes egen schackkarriär började vid tio års ålder och hon har deltagit i olika internationella tävlingar samt europa- och världsmästerskap sedan hon var 14 år.
Cramling lanserade sin egen Twitch-kanal i början av 2020 efter att ha fått chansen att kommentera matchen mellan Ju Wenjun och Aleksandra Gorjatjkina. Efter ungefär ett års streaming på Twitch så tecknade hon ett avtal med e-sportsorganisationen "Panda" och blev dess första 'schackstreamer' samt den första svenska schackspelaren som skrev kontrakt med en sådan organisation.

## Schackkarriär
Anna Cramling inledde sin FIDE-rankingkarriär som tioåring 2013 med en rating på 1519 efter att ha deltagit i Amateur A-tävlingen vid Gibraltar Chess Festival. Hennes tidiga prestationer inkluderade att vinna dampriset i samma tävling 2014, vilket drog till sig uppmärksamhet från medierna eftersom hennes föräldrar också var aktiva schackspelare och att hon hade deltagit i evenemanget sedan spädbarnsåldern.
Under början av 2015, vid 12 års ålder, upplevde Cramling en betydande ökning i rating, där hon ökade med över 300 poäng på fyra turneringar under två månader och passerade 1900 i rating. Hon fortsatte att delta i olika turneringar och nådde en rating på 2000 i juni 2016 efter att ha deltagit i Hasselbacken Chess Open i Stockholm.
År 2016 representerade den då 14-åriga Cramling Sverige i schackolympiaden i Baku i Azerbajdzjan, och satte rekord som den yngsta svenska kvinnliga deltagaren i Olympiaden. Året därpå deltog hon i flera mästerskap, inklusive European Youth Chess Championships och World Junior Chess Championships.
Hennes framstående prestationer ledde till att hon tilldelades titeln Woman FIDE Master (WFM) 2018 och uppnådde sin karriärs högsta rating på 2175. Under samma år deltog Cramling i flera turneringar där hon besegrade högrankade motståndare såsom Renier Castellanos Rodriguez, en spansk international master (IM) med en ranking på 2498.
Trots en nedgång i ratingen mot slutet av 2018 lyckades Cramling återhämta de förlorade poängen under 2019 och nådde en högsta rating på 2164 i oktober. Hennes bästa turnering detta år var European Youth Championships där hon avslutade på 13:e plats i flickornas under-18-division och noterade en imponerande seger mot en motståndare med en rating på 2307.